# يا رجل أين بلدي؟
يا رجل، أين بلادي؟ (بالإنجليزية: Dude, Where's My Country?)‏ هو كتاب صدر عام 2003 من قبل مايكل مور يتعلق بالتعامل مع الشركات والأحداث السياسية في الولايات المتحدة. العنوان هو إعادة صياغة ساخرة من الفيلم الساخر الصادر عام 2000، يا رجل أين سيارتي؟
يغطي الكتاب العديد من الموضوعات وكتابة فيه بطريقة ساخرة بشكل كبير، وهو أمر مشترك مع الكثير من أعمل مور.

## الخطوط العريضة

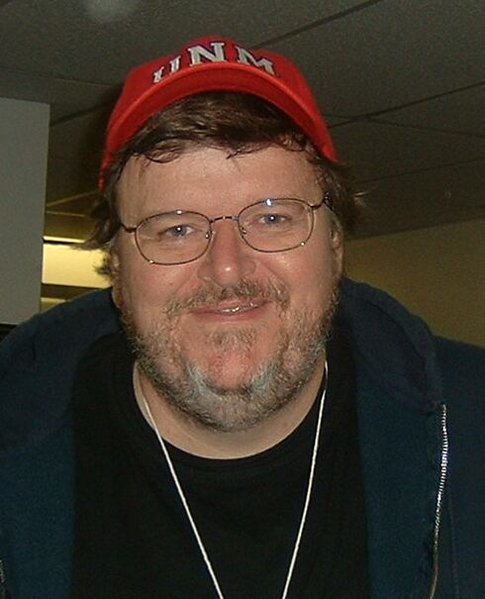
صورة مايكل مور

في الكتاب، مور يهاجم الشركات الأمريكية والرئيس جورج دبليو بوش، الذي كان متهما بتدمير «أمريكا بلد التسامح والسلام». وهو يهـــاجم بضراوة حرب العراق عام 2003 على وجه الخصوص. شركة إنرون، وخاصة رئيسها كين لي، تلقى الكثير من الاهتمام.
مور هو أيضا يشكك في ما بعد 9/11 من الإجراءات الأمنية التي نفذتها إدارة بوش والكونغرس، وخاصة قانون الوطنية  في صدر الكتاب بدء مور كتابه ب:
«تمت الموافقة على هذا الكتاب من قبل وزارة الأمن الداخلي. وهو لا يحتوي على أعمال تحريضية أو أعمال الخيانة. تم فحص كل كلمة وتحليلها من قبل فريق من خبراء الإرهاب لضمان أنه لا يعطي مساعدات ولا راحة للعدو.. .. إذا كنت قد اشتريت هذا الكتاب يطلب منا إعلامك عن القسم 29 أ من قانون باتريوت الولايات المتحدة الأمريكية أنه تم الآن أدخل اسمك في قاعدة بيانات المشتبه بهم المحتملين، أن حاجة إلى أن نعلن الأحكام العرفية تنشأ في أي وقت ممكن، والتي نحن على يقين من أنها لن تحدث أبدا».
موضوعات الكتاب تتضمن من الذي ينبغي من الديمقراطيين أن يترشح للرئاسة (مور أقترح أوبرا وينفري أو الجنرال ويسلي كلارك، القائد الأعلى لــحلف شمال الأطلسي سابقا) ثم موضوع «كيفية التحدث مع قريبك المحافظ»، وهو دليل حول كيفية تجنب الصراعات الشخصية في عشاء عيد الشكر مع العائلة. في صفحة 87 مور يشيد بأوبرا وينفري لكونها الوحيدة من الإعلامين الرئيسيين التي أظهارت لقطات مناهضة للحرب قبل شهرين من الحرب بينما تجاهلت بقية وسائل الإعلام الأمريكية الأخرى ذلك.
كسرا لبعض من يساريته، مور في كتابه يقول أن «موميا ربما قتل ذلك الرجل». وطالب النشطاء وداعمي حزب الفهود السود وموميا أبو جمال من مور إثبات هذا الادعاء. مور في مقابلة لاحقة قال إنه لا يعتقد أن موميا أبو جمال قتل ضابط شرطة، وأنه سيغير تلك الفقرة في كتابه.
بعد نشرهكتابه رجل أبيض غبي، في وقت سابق، اتهم مايكل مور بعدم توفير المراجع لدعم أقواله. واستجابة لهذا، يا رجل أين بلدي؟ تضمن مراجع شاملة.

## روابط خارجية
- Sample chapter
- Booknotes interview with Moore on Dude, Where's My Country, November 16, 2003.